# Bangladesh ai Giochi della XXX Olimpiade
Il Bangladesh ha partecipato ai Giochi della XXX Olimpiade di Londra, che si sono svolti dal 27 luglio al 12 agosto 2012, con una delegazione di 5 atleti.

## Atletica leggera
| Gara  | Atleta     | Batterie | Batterie | Quarti | Quarti | Semifinali | Semifinali | Finale | Finale |
| Gara  | Atleta     | Tempo    | Pos.     | Tempo  | Pos.   | Tempo      | Pos.       | Tempo  | Pos.   |
| ----- | ---------- | -------- | -------- | ------ | ------ | ---------- | ---------- | ------ | ------ |
| 100 m | Mohan Khan |          |          |        |        |            |            |        |        |

## Ginnastica

### Ginnastica artistica
| Gara                    | Atleta       | Volteggio | Corpo libero | Cavallo con maniglie | Anelli | Parallele | Sbarra | Totale | Posizione | Finali |
| ----------------------- | ------------ | --------- | ------------ | -------------------- | ------ | --------- | ------ | ------ | --------- | ------ |
| Qualificazioni maschili | Syque Caesar |           |              |                      |        |           |        |        |           |        |

## Nuoto
| Gara              | Atleta                | Batterie | Batterie | Semifinali | Semifinali | Finale | Finale |
| Gara              | Atleta                | Tempo    | Pos.     | Tempo      | Pos.       | Tempo  | Pos.   |
| ----------------- | --------------------- | -------- | -------- | ---------- | ---------- | ------ | ------ |
| 50 m stile libero | Mahfizur Rahman Sagor |          |          |            |            |        |        |

## Tiro
| Gara                         | Atleta        | Qualificazioni | Qualificazioni | Finale    | Finale       | Finale |
| Gara                         | Atleta        | Punteggio      | Pos.           | Punteggio | Punt. totale | Pos.   |
| ---------------------------- | ------------- | -------------- | -------------- | --------- | ------------ | ------ |
| Carabina 10 m aria compressa | Sharmin Ratna |                |                |           |              |        |

## Tiro con l'arco
| Gara                 | Atleta              | Turno di qualificazione | Turno di qualificazione | Turno 1 | Turno 2 | Ottavi | Quarti | Semifinali | Finale |
| Gara                 | Atleta              | Punteggio               | Pos.                    | Turno 1 | Turno 2 | Ottavi | Quarti | Semifinali | Finale |
| -------------------- | ------------------- | ----------------------- | ----------------------- | ------- | ------- | ------ | ------ | ---------- | ------ |
| Individuale maschile | Emdadul Haque Milon |                         |                         |         |         |        |        |            |        |